# David Cubitt
David Cubitt (* 18. März 1965 in Ilford, Essex, Vereinigtes Königreich) ist ein kanadischer Schauspieler niederländischer und britischer Abstammung.

## Leben und Karriere
In England geboren, zogen Cubitts Eltern mit ihm nach Vancouver, Kanada, als er sechs Monate alt war. Dort studierte er Schauspielerei im Studio 58.
Cubitt spielte in der kanadischen Serie Traders und der amerikanischen Serie Robbery Homicide Division mit. Außerdem wirkte er in den NBC-Dramen 10.5 – Die Erde bebt und 10.5 – Apokalypse mit. Sein Filmdebüt gab Cubitt 1993 in dem Film  Überleben! an der Seite von Ethan Hawke.
Von 2004 bis 2011 verkörperte er, neben Patricia Arquette, den Detektiv Leland (Lee) Scanlon in der NBC-Fernsehserie Medium – Nichts bleibt verborgen.
Seit 2019 spielt er in der Serie Virgin River mit.

## Filmografie (Auswahl)
Filme
- 1991: K2 – Das letzte Abenteuer (K2)
- 1991: Silent Motive – Mord in Hollywood (Silent Motive, Fernsehfilm)
- 1991: Run – Lauf um dein Leben (Run)
- 1992: A Killer Among Friends (Fernsehfilm)
- 1993: Überleben! (Alive)
- 1994: August Winds (Kurzfilm)
- 1995: I Shot a Man In Vegas
- 1996: Das Geheimnis der Mary Swann (Swann)
- 1997: Schwiegermutter – Du zerstörst meine Familie (The Perfect Mother, Fernsehfilm)
- 1997: Kampf ums Überleben (Keeping the Promise, Fernsehfilm)
- 1997: Major Crime (Fernsehfilm)
- 1999: To Love, Honor & Betray (Fernsehfilm)
- 2000: The Perfect Son
- 2001: Ali
- 2003: Findet John Christmas (Finding John Christmas, Fernsehfilm)
- 2003: E.D.N.Y. (Fernsehfilm)
- 2004: 10.5 – Die Erde bebt (10.5, Fernsehfilm)
- 2005: Bounty Hunters (Fernsehfilm)
- 2005: Murder at the Presidio (Fernsehfilm)
- 2006: 10.5 – Apokalypse (10.5: Apocalypse, Fernsehfilm)
- 2006: Rapid Fire – Der Tag ohne Wiederkehr (Rapid Fire, Fernsehfilm)
- 2010: Bond of Silence (Fernsehfilm)
- 2011: Possessing Piper Rose (Fernsehfilm)
- 2011: Snowmageddon – Hölle aus Eis und Feuer (Snowmageddon, Fernsehfilm)
- 2012: Taken Back: Finding Haley (Fernsehfilm)
- 2013: Dangerous Intuition (Fernsehfilm)
- 2013: No Clue
- 2014: Bad City
- 2014: Seventh Son
- 2015: Stonewall
- 2016: Shut In

Fernsehserien
- 1987: 21 Jump Street – Tatort Klassenzimmer (21 Jump Street, 1 Folge)
- 1990: Booker (1 Folge)
- 1991: Palace Guard (1 Folge)
- 1994–1995: Lonsesome Dove (5 Folgen)
- 1995: Tek War – Krieger der Zukunft (TekWar, Folge 2x04)
- 1995: Akte X – Die unheimlichen Fälle des FBI (The X-Files, 1 Folge)
- 1996: Poltergeist – Die unheimliche Macht (Poltergeist: The Legacy, 1 Folge)
- 1996–1998: Traders
- 1997–1998: Michael Hayes – Für Recht und Gerechtigkeit (Michael Hayes, 20 Folgen)
- 1999: Turks (13 Folgen)
- 2001: That´s Life (3 Folgen)
- 2002: The American Embassy (3 Folgen)
- 2005: The Eleventh Hour (1 Folge)
- 2002–2003: Robbery Homicide Division (13 Folgen)
- 2005–2011: Medium – Nichts bleibt verborgen (Medium)
- 2013: Bates Motel (2 Folgen)
- 2016, 2018: Van Helsing (9 Folgen)
- 2018: The Detail
- 2018–2020: Mysterious Mermaids (Siren, 36 Folgen)
- 2018: Travelers – Die Reisenden (Travelers, 2 Folgen)
- 2019: BH90210 (4 Folgen)
- 2019: Virgin River (4 Folgen)
- 2020: The Good Doctor (1 Folge)
- 2020: Altered Carbon – Das Unsterblichkeitsprogramm (Altered Carbon, 3 Folgen)
- 2021: Nancy Drew (1 Folge)